# الاگوا نوا
الاگوا نوا (به پرتغالی: Alagoa Nova) یک سکونتگاه مسکونی در برزیل است که در پارائیبا واقع شده‌است.